# Historia Ecclesie Abbendonensis
La Historia Ecclesie Abbendonensis, ou Histoire de l'église d'Abingdon, est une chronique médiévale anonyme rédigée au XIIe siècle à l'abbaye d'Abingdon, en Angleterre. Elle fait partie des nombreuses chroniques écrites durant cette période dans les monastères anglais, comme le Liber Eliensis.
Elle retrace l'histoire de l'abbaye d'Abingdon depuis sa fondation, à la fin du VIIe siècle, jusqu'à l'époque de l'abbé Walkelin. Dans la mesure où le texte ne mentionne pas la mort de Walkelin, survenue en 1164, il est vraisemblable que sa rédaction ait pris place avant cette date. Même si son auteur inconnu s'intéresse avant tout à Abingdon, le texte comprend également des informations plus générales sur l'histoire de l'Angleterre.
La plus ancienne copie de la Historia est conservé à la British Library sous la cote Cotton Claudius C ix. Une autre version, plus tardive (entre 1225 et 1250), figure dans le manuscrit Cotton Claudius B vi.